# Музей медальєра Юхима Харабета
Музе́й медальє́ра Юхи́ма Харабе́та — новий за тематикою музейний заклад на теренах України і меморіал відомого медальєра Юхима Харабета (м. Маріуполь).
В квітні 2022 року російські загарбники вивезли з окупованого Маріуполя унікальну колекцію Юхима Харабета.

## Історія створення

### Ініціативна група
Відомий в Україні медальєр Ю. Харабет помер 8 березня 2004 р. Відразу постало питання про збереження витворів мистецтва автора і увічнення його пам'яті. На відміну про створення Картинної галереї в місті Маріуполь, де є цікава збірка живопису, питання не розглядали 50 років, щоб покинути, а перевели в реалізацію швидко.
Створили ініціативну групу, яка активно сприяла створенню меморіалу (Галина Ліхачова з міськради, Бараннік Сергій Олексійович, заслужений художник України, акторка Світлана Отченашенко, дружина померлого, Ірина Волкова, голова міського центру імені Куїнджи).

### Приміщення
Брак нових приміщень для музеїв — загальна біда усіх міст України, незважаючи на наявність і старих будівель, і можливість пристосування їх під музейні заклади, і потребу в цьому в суспільстві.
Брак коштів спонукав ініціативну групу обмежитися пристосуванням для музею колишньої лифтерної з додатковим приміщенням поряд із Центром імені Куїнджи. Це дало можливість швидко відремонтувати приміщення. І швидко займатися формуванням фонду, не чекаючи нагоди отримати нову будівлю під музей (можна й не дочекатися, як це сталося зі створенням в місті картинної галереї).
Місто швидко отримало вузьке, але затишне приміщення під невеликий меморіал мініатюрного за розмірами медальєрного мистецтва. Загальна площа музею — 60 м².
Біда в іншому. Ю. Харабет не був тільки медальєром, він створював екслібриси, ескізи дипломів, квитків запрошень і двох монументів. Вони важливо розширювали характеристики творчості майстра, але не укладались в монографічну концепцію музею медальєрного мистецтва.

### Формування фондів
З цим було трохи легше, бо час і люди не встигли розпорошити мистецьке надбання майстра. Звістка про створення музею згуртувала ініціаторів і заохочених осіб. Музей отримав важливі внески від дружини митця, народної акторки України, Світлани Отченашенко, приятелів митця, прихильників його мистецтва. Фонд відразу збагатився його завершеними медалями, ескізами в кераміці, фотографіями, навіть шматком обшивки космічного корабля «Буран» з медаллю роботи Ю.Харабета, присвяченою запуску цього космічного об'єкта. Є твори, яких не бачила громада, бо вони зберігались у майстерні медальєра.

### Експозиція
Маріупольська спілка художників України урахувала рекомендації і досвід міжнародних виставок. І підготувала ескізи музейного обладнання для експозиції саме медалей. Створені стелажі і шафи з металу, дерева, скла. Додали оксамит саме фісташкового кольору та прозорі підставки з пластмас.
Експонати чистили від бруду, вкривали патиною. Реставрацію виконали художники за фахом — Віктор Узбек, Олександр Шпак, Юрій Шевяков.
Різноманітність матеріалів і розмірів медалей, додатки фото і ескізів майстра розбавили монотонність експозиції і досить добре репрезентували творчість Ю.Харабета. В січні 2006 року новий музей відчинив двері для відвідин.
Музей налічує понад 700 експонатів, розміщених на 16 стендах ю
До складу експозиції входять державні нагороди («Почесна відзнака Президента України», герб, прапор, церемоніальний знак міського голови Маріуполя), пам’ятні знаки, медальєрні і емблематичні серії пов’язані з іменами діячів науки і культури, славетними героями Другої світової війни, героями підкорення Космосу, спортивними досягненнями і призовими медалями міжнародних турнірів та ін.

### Неповний перелік пам'ятних медалей Ю.Харабета
- Ювілейна медаль на честь 100-річчя Азовського морського пароплавства, 1971
- «Джузеппе Гарібальді»
- «Оперний співак Анатолій Солов'яненко»
- «Альберт Ейнштейн. 1879—1853»
- «Меморіал І. Ю. Рєпіна. Республіканська виставка портрету, м. Чугуїв», 1974
- «Костянтин Симонов. Залишаюсь військовим письменником.», 1975
- «XVII століть Олімпійським іграм. 776 рік до н. е. — 1976 р.»
- «Академік К. Х. Казміріді», 1999